# SAT Kurier
Magazyn Telewizji Cyfrowej SAT Kurier – magazyn poświęcony tematyce telewizji cyfrowej, w tym m.in. telewizji satelitarnej i telewizji naziemnej DVB-T, wydawany w latach 1997-2022. Właścicielem i wydawcą magazynu jest firma Hollex Sat Systems z Krakowa. Redaktorem naczelnym dwumiesięcznika jest Janusz Sulisz.

## Historia
Pierwsze, całkowicie czarno-białe wydanie jako dwumiesięcznik zostało wydrukowane w styczniu 1997 roku w nakładzie zaledwie 500 sztuk. Rozesłano je za darmo, a duże zapotrzebowanie na tego typu treści spowodowało konieczność dodruku. Coraz większe zainteresowanie powodowało ciągły wzrost nakładu, a zasób fachowych informacji z dziedziny TV-SAT przyciągał coraz to nowych czytelników, abonentów i dystrybutorów. Od wydania 3/1997 okładkę drukowano w kolorze. W wydaniu 3/1999 w kolorze udostępniono także część stron wewnątrz, a od kolejnego wydania całość jest publikowana w kolorze. Od wydania 2/2000 drukowane są rozbudowane tabele kanałów satelitarnych w formie, która z niewielkimi zmianami przetrwała do dziś.
W 2002 roku rozpoczęto druk angielskiej wersji magazynu SAT Kurier, którego dystrybucją zajmowała się angielska spółka Hollstar Ltd. (łącznie 6 wydań, które drukowano w Polsce). Angielskiego SAT Kuriera można było zaprenumerować także w Polsce. Drukowano też SAT Kuriera w wersji angielsko-greckiej, ale druk został zawieszony równolegle z drukiem angielskiej wersji – na początku 2004 roku. Na początku 2005 roku wydano specjalny numer SAT Kuriera – Katalog Cyfra24.pl z 2004 roku – z produktami TV-SAT z całej Polski. Nie kontynuowano jego druku w kolejnych latach. Od 2007 roku SAT Kurier przekształcono z dwumiesięcznika w miesięcznik, ale z 11 numerami w roku (wydanie lipcowe łączone z sierpniowym – tzw. wydanie wakacyjne). Od 2016 pismo z powrotem stało się dwumiesięcznikiem.
Od grudnia 2008 roku Hollex Sat Systems wydawał przez jakiś czas magazyn o podobnej tematyce do SAT Kuriera – Digi-TV.pl. Pierwotnie był on dwumiesięcznikiem, ale w 2010 roku przemianowano go na kwartalnik. W 2010 roku wydano 4 ostatnie numery Digi-TV.pl. Nadal prowadzony jest serwis internetowy Digi-TV.pl
W listopadzie 2022 redaktor naczelny pisma zapowiedział zakończenie publikacji wydań papierowych od 2023, jako powód podając m.in. drożejący papier i brak reklam. Jednocześnie zapowiedziano dalsze utrzymanie serwisu internetowego.

## SAT Kurier w sieci
Równolegle z Magazynem Telewizji Cyfrowej SAT Kurier, w Internecie działa portal internetowy satkurier.pl, aktualizowany codziennie. W serwisie można znaleźć także forum dyskusyjne oraz blogi redaktorów miesięcznika. Na początku 2012 roku uruchomiona została wersja mobilna m.satkurier.pl. Użytkownicy serwisu satkurier.pl mogą być na bieżąco z najświeższymi informacjami dzięki kanałom RSS i newsletterowi.

## e-Wydania SAT Kuriera
Magazyn Telewizji Cyfrowej SAT Kurier jest dostępny w wersji elektronicznej. Na początku 2012 roku redakcja SAT Kuriera uruchomiła własne e-wydania w postaci zbiorów artykułów z archiwalnych wydań miesięcznika.

## Redakcja
W skład redakcji satkurier.pl wchodzą:
- Anita Kaźmierska – redaktor naczelny
- Janusz Sulisz
- Piotr Marcinkiewicz – informatyk

### Stali współpracownicy
- Leszek Wrona – technika, testy sprzętu

### Serwis internetowy
- Jakub Sulisz
- Jan Borejko
- Karolina Dobrowolska
- Łukasz Knapik
- Jerzy Kruczek

## Siedziba
Redakcja magazynu działa przy siedzibie wydawcy Hollex Sat Systems na ul. Anieli Krzywoń 14, 31-464 Kraków, Polska.